# Dorotheenstrasse
Dorotheenstrasse, tysk stavning: Dorotheenstraße, är en gata i stadsdelen Mitte i centrala Berlin. Den utgör en öst-västlig parallellgata till Unter den Linden, ett kvarter norr om boulevarden, och löper från Ebertstrasse i väster till Kupfergraben i öster.
Gatan fick sitt nuvarande namn 1822 efter kurfurstinnan Dorothea Sofia av Schleswig-Holstein-Sonderburg-Glücksburg, maka till Fredrik Vilhelm av Brandenburg. Numreringen har ändrats flera gånger, senast 1951. Under DDR-epoken uppkallades gatan 1951 efter Clara Zetkin, men återfick sitt tidigare namn 1995.
Vid gatans östra ände ligger ändhållplatserna för spårvagnslinjerna M1 och 12.

## Historia
Gator längs denna sträckning anlades i samband med grundandet av Dorotheenstadt i slutet av 1600-talet, men hade ursprungligen olika namn längs olika delsträckor, som Am Bauhof, Hinter Gasse, Hinter dem Observatorium och Letzte Strasse. Det sistnämnda namnet "sista gatan" syftar på att gatan var den nordligaste i Dorotheenstadt. 
Vid Hegelplatz/Dorotheenstrasse 4 låg under 1800-talet den preussiska livgardeskårens intendentur. I de anslutande byggnaderna låg två institut och seminariebyggnader tillhörande Berlins universitet. 
Byggnaden Dorotheenstrasse 21 var under 1700-talet och 1800-talet residens för den preussiske ministern Ernst Bogislav von Kameke och kallades därför Villa Kamecke. Från 1780 fungerade Villa Kamecke som lokal för den preussiska frimurarstorlogen Royal York zur Freundschaft. Villan förstördes 1944 under andra världskriget och ruinresterna sprängdes bort 1950.
Vid korsningen Dorotheenstrasse/Friedrichstrasse låg i början av 1900-talet Central-Hotel, där Wintergarten-Theater, restaurangen Zum Heidelberger, en vinstuga och flera andra restauranger låg. Mellan Bunsenstrasse och Neue Wilhelmstrasse låg flera universitetslokaler. 
Byggnadskomplexet Dorotheenstrasse 115/117 uppfördes som säte för Verein Deutscher Ingenieure (VDI). Under DDR-tiden användes huset av Kammer der Technik och låg från 1961 inom det avspärrade området närmast Berlinmuren. År 2002 integrerades den befintliga byggnaden vid uppförandet av Jakob-Kaiser-Haus, den tyska förbundsdagens kontorsannexbyggnad.
Under slutet av andra världskriget förstördes stora delar av den historiska bebyggelsen kring gatan. Efter att ruinerna röjts bort under åren fram till 1950-talet kunde vissa byggnader återställas i användbart skick. Andra revs och ytorna lämnades antingen obebyggda eller bebyggdes med nya byggnader som Interhotel Metropol vid korsningen med Friedrichstrasse.
År 1951 beslutade Östberlins magistrat att namnge gatan efter Clara Zetkin, samtidigt som den nuvarande gatunumreringen infördes. Efter Tysklands återförening fördes en debatt kring gatans namn och det beslutades att återge gatan det tidigare namnet 1995. Under 1990-talet påbörjades omfattande renoveringar av de historiska byggnaderna, och de kvarvarande luckorna i bebyggelsen slöts med ny bebyggelse.

## Byggnader
- 12: Collegium Hungaricum Berlin.
- 16: Bostads- och kontorshus vid Hegelplatz (uppfört 1901).
- 17: Baksidan av Humboldtuniversitetets huvudbyggnad, ritad av Jan Bouman, tillbyggnaden mot Dorotheenstrasse av Ludwig Hoffmann.
- 26: Berlins handelskammare, med skulpturarbeten av Ernst Westpfahl (1903/1904).
- 27: Baksidan av Staatsbibliotheks huvudbyggnad, ritad av Ernst von Ihne (1903–1914).
- 28: Universitäts-Bibliothek, ritat av Paul Emanuel Spieker (1871–1874).
- 35: f.d. Preussische Hypothekenbank (omkr. 1895).
- 37: Hotel Splendid (1904).
- 41/43: f.d. hyreshus, (1871, 1886), idag inkorporerade i Dussmannvaruhuset.
- 62/64/66: f.d. postkontor NW 7 (1905/1906), idag Rumäniens ambassad
- 69: f.d. armé- och marinvaruhuset vid korsningen med Neustädtische Kirchstrasse, ritat av Hermann von der Hude (1886–1887)
- 84: f.d. Markthalle IV, ritad av Hermann Blankenstein och August Lindemann (1884–1886)
- 90: Bostads- och kontorsbyggnad ritad av Franz Schwechten (1895)
- 85/87/89/91: kontorsbyggnad ritad av Roland Korn (1973–1974)
- 93: f.d. riksinrikesministeriet, ritat av Konrad Nonn (1935–1937), under DDR justitieministeriets lokaler
- 94/96: Universitetsbyggnader för naturvetenskap och medicin ritade av Paul Spieker, idag del av Robert-Koch-Forum
- 97: kontorshus ritat av Bruno Flierl (1975)
- 99: Haus Sommer, ritat av Friedrich Adler, idag del av Jakob-Kaiser-Haus
- 115/117: Verein Deutscher Ingenieures byggnad, idag del av Jakob-Kaiser-Haus